# Igor Subbotin
Igor Subbotin (* 26. června 1990, Tallinn) je estonský fotbalový útočník a reprezentant momentálně hrající za klub Miedź Legnica.

## Klubová kariéra
V roce 2009 povýšil z rezervy Levadie Tallinn do A-týmu. S Levadií získal řadu domácích titulů.

V lednu 2015 byl na testech v českém prvoligovém klubu FK Mladá Boleslav, které dopadly úspěšně, s klubem podepsal smlouvu na dva a půl roku. V 1. české lize (Synot liga) debutoval 21. února 2015 proti FC Hradec Králové (remíza 2:2), strávil na hřišti posledních šest minut.

## Reprezentační kariéra
Působil v estonských mládežnických reprezentacích.
V A-mužstvu Estonska debutoval 31. května 2014 ve Ventspils v střetnutí proti týmu Finska, které skončilo porážkou Estonska 0:2. Šlo o turnaj Baltic Cup.